# The Ladder (revista)
The Ladder fue la primera publicación lésbica distribuida a nivel nacional en los Estados Unidos. Fue publicada mensualmente de 1956 a 1970, y bimensualmente en 1971 y 1972. Fue la publicación y método de comunicación principal de las Daughters of Bilitis, la primera organización lésbica en los Estados Unidos. Recibió el apoyo de ONE, Inc. y la Mattachine Society, con quienes las DOB mantuvieron relaciones cordiales. El nombre de la revista se deriva del trabajo artístico de la primera portada, que muestra unos trazos simples de una figuras que se dirigen a una escalera que desaparece entre las nubes. 

## Historia
La primera edición de The Ladder apareció en octubre de 1956, editada por Phyllis Lyon, quien cofundó las Daughters of Bilitis en 1955 junto a Del Martin. Ambas tenían experiencia periodística. Lyon editó The Ladder como "Ann Ferguson" durante los primeros meses, pero abandonó ese nombre como un modo de animar a sus lectoras a no esconderse. Muchos de sus colaboradores usaban pseudónimos o iniciales.
La revista consistía en una newsletter de una docena de páginas más o menos, producida en una máquina de escribir, copiada en un mimeógrafo y grapada a mano, que incluía revisiones de libros, noticias, poesía, historias cortas, cartas de los lectores y noticias sobre reuniones de las DOB. The Ladder se editó en una cubierta de papel marrón durante toda su existencia. En la primera edición hubo 175 copias, y las miembros de las DOB se las enviaron a todas las mujeres que conocían que pensaban que podrían estar interesadas, por todo Estados Unidos.